# Reinhold von Glasenapp

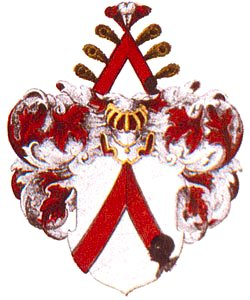
Wappen der Familie von Glasenapp

Reinhold Christoph Wilhelm Heinrich Karl Anton von Glasenapp (* 13. November 1814 in Klotzen, Kreis Neustettin; † 9. Oktober 1887 in Berlin) war ein preußischer Gutsbesitzer und Politiker.

## Herkunft
Er war ein Angehöriger der pommerschen uradligen Familie von Glasenapp. Seine Eltern waren der Major Christoph Franz Philipp Julius von Glasenapp (* 1. Juli 1763; † 17. Februar 1835) und dessen Ehefrau Wilhelmine Karoline Christiane von Dittmar (* 8. Juli 1784; † 28. Oktober 1854), eine Tochter des Generalmajors Johann Wilhelm von Dittmar.

## Leben
Reinhold von Glasenapp war königlich preußischer Oberlandesgerichts-Referendar, Gutsherr auf Klotzen (verkauft 1854), Storkow (Teile A und B; verkauft 1869), Buchwald (verkauft 1869), Groß- und Klein-Dallenthin sowie Koprieben und Ehrenritter des Johanniterordens. Im Jahre 1854 wurde er auf Präsentation des alten und des befestigten Grundbesitzes im Landschaftsbezirk Herzogtum Kassuben Mitglied des neugebildeten Preußischen Herrenhauses, dem er bis zu seinem Tod angehörte.

## Ehe und Nachkommen
Glasenapp heiratete am 8. Oktober 1851 auf Gut Gramenz (Landkreis Neustettin) Ida Freiin Senfft von Pilsach (* 28. Januar 1826 auf Gut Gramenz; † 24. Mai 1891 auf Gut Dallentin), die Tochter des königlich preußischen Wirklichen Geheimrats und Oberpräsidenten Ernst Senfft von Pilsach, Gutsherr auf Gramenz, Schofhütten, Zechendorf und Althütten (alle Landkreis Neustettin), und der Ida von Oertzen.
Sein Sohn Ernst Reinhold Gerhard von Glasenapp wurde Landesdirektor von Waldeck-Pyrmont, später Polizeipräsident von Köln und Warschau. Die Tochter Ida Bertha von Glasenapp (* 9. November 1866 auf Gut Buchwald; † 13. Februar 1924 in Stendal) heiratete den Gutsbesitzer Ludolf Udo von Alvensleben-Wittenmoor (1852–1923).